# Minoru Kawasaki
Minoru Kawasaki (河崎実?, Kawasaki Minoru; Tokyo, 15 agosto 1958) è un regista, sceneggiatore e produttore cinematografico giapponese.
È conosciuto principalmente per i suoi film a basso budget che hanno come temi portanti l'ironia e un certo gusto per l'assurdo.

## Biografia

### Gli inizi e gli studi
Kawasaki è originario del quartiere di Shibuya, a Tokyo, dove i suoi genitori avevano un ristorante specializzato nel fugu. Ha dichiarato di essere stato influenzato dalla sottocultura giapponese degli anni '60, dai film sui kaijū della Toho, come Godzilla, e dalle serie televisive tokusatsu, come Ultraman.
Dopo le superiori, frequentò la Facoltà di Agraria dell'Università Meiji, con sede a Ikuta nella periferia rurale a ovest di Tokyo e, sebbene il suo corso di studi non fosse direttamente legato alla cinematografia, Kawasaki mantenne viva una profonda passione per i film e si unì al club cinefilo locale, chiamato Cinemazo (シネまぞ?). Nel 1977, durante le vacanze estive a seguito del primo anno di università, girò il suo primo cortometraggio in 8 millimetri sul tetto della Facoltà di Agraria, con il supporto di alcuni membri del club Cinemazo appassionati di effetti speciali. Il corto era intitolato Fuuto (フウト?) e raccontava la storia di un pezzo di tofu che cade in un fiume e diventa un gigantesco mostro che attacca la città. Negli anni seguenti continuò a sperimentare realizzando cortometraggi con effetti speciali meccanici e personaggi ispirati ai grandi classici dei kaiju movie. Del 1978 è il suo secondo cortometraggio in 8 mm, intitolato √ Ultraseven ~ hōrō no hate ni (√ウルトラセブン～放浪の果てに?), che si basava sulla serie Ultraseven.

### Carriera cinematografica
Kawasaki ha iniziato la sua carriera autofinanziandosi e il suo debutto professionale nel mondo del cinema è avvenuto nel 1987 con il mediometraggio originale, Iko the Earth Patrol Girl. In seguito si è occupato di diversi adattamenti di manga in live action prima di lavorare alla sceneggiatura della serie televisiva Ultraman Tiga. Il suo primo successo alla regia è stato il lungometraggio The Calamari Wrestler, un film del 2004 su un wrestler che si trasforma in un enorme calamaro. A questo hanno fatto seguito, nel 2005, Executive Koala, una sorta di parodia horror su un impiegato koala sospettato di aver ucciso la moglie, e Kabuto-O Beetle, altro film sul wrestling, stavolta con protagonista un gigantesco coleottero. Nel 2006 ha firmato The World Sinks Except Japan (una parodia di Japan Sinks) e Kani Goalkeeper, un film che Kawasaki descrive come una specie di Forrest Gump.

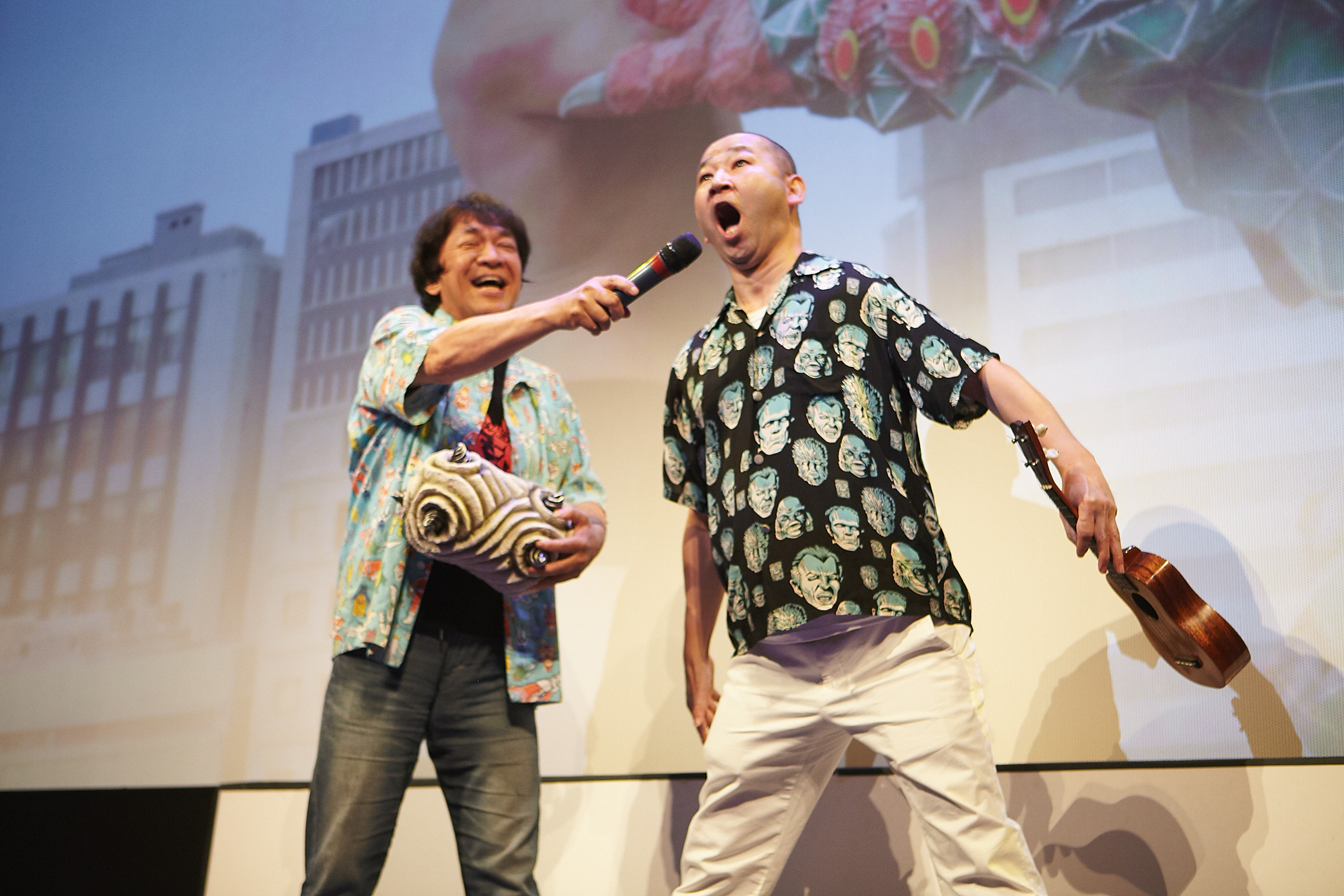
Minoru Kawasaki, a sinistra, con Eiji Ukulele al (2016)

Nel 2008 Kawasaki ha diretto The Monster X Strikes Back: Attack the G8 Summit, un sequel spirituale del kaijū movie del 1967 Odissea sulla Terra (mentre l'originale era un film di fantascienza la pellicola di Kawasaki è esplicitamente una parodia). Il film venne selezionato e proiettato alla 65ª Mostra internazionale d'arte cinematografica di Venezia, come opera fuori concorso.

## Filmografia

### Regista

#### Film
- San dai-kaijū gourmet (三大怪獣グルメ?), (2020)[9]
- Meg lion (メグライオン?), (2020)
- Robaman (ロバマン?), (2019)
- Kaiju Mono (大怪獣モノ?), (2016)
- Outer Man (アウターマン?, Autāman), (2015)
- Chikyū bōei mibōjin (地球防衛未亡人?), (2014)
- Iko the Earth Patrol Girl: P9 (地球 防衛 ガ ー ル ズ P9?, Chikyū bōei shōjo Iko-chan: P9), (2011)
- Neko rāmen taishō (猫ラーメン大将?), live action ispirato al manga Neko rāmen (2008)
- The Monster X Strikes Back: Attack the G8 Summit (ギララの逆襲／洞爺湖サミット危機一発?, Girara no gyakushū: Tōya-ko Samitto kikiippatsu), (2008)
- Kamigatari (髪がかり?), tratto dalla serie di racconti Wara no hito (わらの人?) di Kōshi Yamamoto (山本甲士?) (2008)
- O-cha no ma transformation (お茶の間トランスフォーメーション?), cortometraggio (1983)
- The Rug Cop (ヅラ刑事?, Zura deka), (2006)
- The World Sinks Except Japan (日本以外全部沉没?, Nihon igai zenbu chinbotsu), (2006)
- Kani Goalkeeper (かにゴールキーパー?, Kani gōrukīpā), (2006)
- Executive Koala (コアラ課長?, Koara kachō), (2005)
- Kabuto-O Beetle (兜王ビートル?, Kabuto-ō bītoru), (2005)
- The Calamari Wrestler (いかレスラー?, Ika resurā), (2004)
- Kiriyama (キリヤマ?), film indipendente (1986)
- Ikinari waka taishō (イキナリ若大将?), film indipendente (1985)
- Esupareizā (エスパレイザー?), cortometraggio indipendente (1983)

#### Direct-to-video, film TV, web film
- Eto tenshi cheer-rat: gaiden chat noir no fukushū (干支天使チアラット外伝 シャノワールの復讐?), (2018)
- Chikubi drill no gyakushū (乳首ドリルの逆襲?), (2018)
- Eto tenshi cheer-rat (干支天使チアラット?), (2017)
- Zura deka: zujō saidai no kessen (ヅ ラ 刑事 頭上 最大 の 決 戦?), film TV (2007)
- Maboroshi Panty VS Henchin Pokoidā (まぼろしパンティVSへんちんポコイダー?), live action tratto da un manga di Gō Nagai (2004)
- Maicchingu Makiko-sensei (まいっちんぐマチコ先生?), live action ispirato al manga Maicching Machiko-sensei (2003)
- Koimi joshi sentai parties (恋身女子戦隊パティーズ?), (2002)
- Koimi joshi kōsei party (恋身女子校生パーティ?), (2000)
- Binyū Daisakusen: Mesupai (美乳大作戦メスパイ?), (1997)
- Zenra onna ryōrinin VS Hadaka no onna dragon (全裸女料理人VS裸のおんなドラゴン?), (1995)
- Tobidase! Zenra gakuen (飛び出せ!全裸学園?), (1995)
- Silent Möbius gaiden: bakumatsu anbu shimatsu-ki (サイレントメビウス外伝 幕末闇婦始末記?), anime direct-to-video, Kawasaki partecipa come aiuto regista (1993)
- Saru demo toreru terebibangu (サルでも撮れるテレビ番組?), film TV (1992)[10]
- Iko the Earth Patrol Girl: Ōedo Operation (地球防衛少女イコちゃん 大江戸大作戦?, Chikyū bōei shōjo Iko-chan ōedo dai sakusen), (1990)
- Iko the Earth Patrol Girl 2 (地球防衛少女イコちゃん2?, Chikyū bōei shōjo Iko-chan 2), (1988)
- Iko the Earth Patrol Girl (地球防衛少女イコちゃん?, Chikyū bōei shōjo Iko-chan), (1987)

#### Serie
- Shinryaku! Galpanda Z (侵略!ガルパンダZ?), serie di 18 episodi diffusa sui canali televisivi Tokyo MX e Sun Television (2012)
- Sore ike! Den Ace (それいけ！ 電エース?), serie di 13 episodi diffusa sul canale televisivo Kids Station (2012)
- Zettai yaseru Den Ace (絶 対 や せ る 電 エ ー ス?), serie di 14 episodi diffusa via TV (2007)
- Den Ace: hankechi ōji no chimitsu (電 エ ー ス ハ ン ケ チ 王子 の 秘密?), serie di 20 episodi diffusa via web (2007)
- Kairaku no chōjin: honke Den Ace (快楽の超人 本家電エース?), serie direct-to-video in 6 episodi distribuita da Pony Canyon (2005)
- Yo ni mo kimyō na monogatari (世にも奇妙な物語?), serie televisiva, (1991-1992), episodi:
  - stagione 2, ep. 17, Haikō nana-banme no fushigi (廃校七番目の不思議?)
  - stagione 2, ep. 50, Fukumen (覆面?)
  - stagione 2, ep. 102, Kyōi no kōreijutsu (驚異の降霊術?)
  - stagione 3, ep. 15, More pasu kakarichō (もれパス係長?)
- Den Ace (電エース?, Den ēsu), serie in 5 episodi per il Bandai video magazine Denkage Teikoku (電影帝国?) (1989)

### Sceneggiatore
- Ultraman Tiga (ウルトラマン タイガ?), serie televisiva (1996):
  - ep. 13, Ningen Saishū (人間採集?)
- Kaijū sakaba kanpāi (怪獣酒場 カンパーイ!?), anime (2015)